# Viktor Kovalenko
Viktor Viktorovych Kovalenko (Kherson, 14 de fevereiro de 1996) é um futebolista ucraniano que atua como meia. Atualmente joga pelo Empoli.

## Carreira

### Clubes

#### Shakhtar Donetsk
Kovalenko é produto dos sistemas das divisões de base do Shakhtar Donetsk. Ele fez sua estreia no Campeonato Ucraniano contra o Vorskla Poltava em 28 de Fevereiro de 2015. Em 9 de maio de 2015, ele fez sua primeira contribuição direta para a primeira equipe na assistência do quinto e sexto gol na vitória por 7-3 sobre o Hoverla Uzhhorod.
Em 20 de fevereiro de 2020, Kovalenko marcou o gol da vitória por 2-1 sobre o Benfica no jogo de ida das oitavas de final da Liga Europa.
Em 17 de outubro de 2020, ele marcou duas vezes nos primeiros 18 minutos da goleada por 5-1 sobre o Lviv na Campeonato Ucraniano.

#### Atalanta
Em 1º de fevereiro de 2021, faltando menos de seis meses para acabar seu contrato com o Shakhtar, Kovalenko assinou um contrato de quatro anos e meio com a Atalanta, clube da Serie A, por uma verba de € 700.000.

#### Spezia
No dia 8 de agosto de 2021, foi anunciado como novo reforço do Spezia, com um empréstimo de uma temporada.

### Seleção Ucraniana
Kovalenko foi convocado pela Ucrânia para jogar na Copa do Mundo Sub-20 de 2015 na Nova Zelândia. Ele marcou dois gols na vitória por 6–0 sobre Myanmar e acrescentou um hat-trick contra os Estados Unidos para garantir a vitória por 3–0 em North Harbour Stadium, em Auckland. Ele foi artilheiro da Copa do Mundo Sub-20 com 5 gols.

## Estatísticas
Atualizado até 19 de maio de 2021

### Clubes
| Clube             | Temporada         | Liga                     | Liga  | Liga | Copa  | Copa | Champions League | Champions League | Europa League | Europa League | Outros | Outros | Total | Total |
| Clube             | Temporada         | Divisão                  | Jogos | Gols | Jogos | Gols | Jogos            | Gols             | Jogos         | Gols          | Jogos  | Gols   | Jogos | Gols  |
| ----------------- | ----------------- | ------------------------ | ----- | ---- | ----- | ---- | ---------------- | ---------------- | ------------- | ------------- | ------ | ------ | ----- | ----- |
| Shakhtar Donetsk  | 2014–15           | Premier League Ucraniana | 2     | 0    | 2     | 0    | 0                | 0                | —             | —             | 0      | 0      | 4     | 0     |
| Shakhtar Donetsk  | 2015–16           | Premier League Ucraniana | 23    | 0    | 7     | 2    | 7                | 0                | 8             | 2             | 1      | 0      | 46    | 4     |
| Shakhtar Donetsk  | 2016–17           | Premier League Ucraniana | 28    | 7    | 1     | 0    | 0                | 0                | 8             | 3             | 1      | 0      | 38    | 10    |
| Shakhtar Donetsk  | 2017–18           | Premier League Ucraniana | 27    | 4    | 4     | 1    | 5                | 0                | —             | —             | 1      | 0      | 37    | 5     |
| Shakhtar Donetsk  | 2018–19           | Premier League Ucraniana | 25    | 7    | 3     | 0    | 6                | 0                | 2             | 0             | 1      | 0      | 37    | 7     |
| Shakhtar Donetsk  | 2019–20           | Premier League Ucraniana | 17    | 1    | 1     | 0    | 5                | 0                | 4             | 1             | 0      | 0      | 27    | 2     |
| Shakhtar Donetsk  | 2020–21           | Premier League Ucraniana | 8     | 4    | 0     | 0    | 3                | 0                | —             | —             | 0      | 0      | 11    | 4     |
| Shakhtar Donetsk  | Total             | Total                    | 130   | 23   | 18    | 3    | 26               | 0                | 22            | 6             | 4      | 0      | 200   | 32    |
| Atalanta          | 2020–21           | Serie A                  | 1     | 0    | 0     | 0    | 0                | 0                | —             | —             | —      | —      | 1     | 0     |
| Spezia            | 2021–22           | Serie A                  | —     | —    | —     | —    | —                | —                | —             | —             | —      | —      | —     | —     |
| Total da carreira | Total da carreira | Total da carreira        | 131   | 23   | 18    | 3    | 26               | 0                | 22            | 6             | 4      | 0      | 201   | 32    |

### Seleção
| Seleção | Ano   | Jogos | Gols |
| ------- | ----- | ----- | ---- |
| Ucrânia | 2016  | 10    | 0    |
| Ucrânia | 2017  | 6     | 0    |
| Ucrânia | 2018  | 4     | 0    |
| Ucrânia | 2019  | 6     | 0    |
| Ucrânia | 2020  | 4     | 0    |
| Ucrânia | 2021  | 2     | 0    |
| Total   | Total | 32    | 0    |

## Títulos
Shakhtar Donetsk
- Supercopa da Ucrânia: 2015, 2017
- Campeonato Ucraniano: 2016–17, 2017–18, 2018–19, 2019–20
- Copa da Ucrânia: 2015–16, 2016–17, 2017–18, 2018–19

### Prêmios individuais
- Chuteira de Ouro da Copa do Mundo Sub-20: 2015
- 50 jovens promessas do futebol mundial de 2016 (La Gazzetta dello Sport)[8]
- 24º melhor jogador sub-21 de 2016 (FourFourTwo)[9]